# Chikka Marasa, Shimoga
Chikka Marasa là một làng thuộc tehsil Shimoga, huyện Shimoga, bang Karnataka, Ấn Độ.